# Ново-Бурлуцьке водосховище
 Ново-Бурлуцьке водосхо́вище  — невелике наливне водосховище на балці Величків Яр (притока р. Сухий Бурлук). Розташоване в Чугуївському районі Харківської області.
- Водосховище побудовано в 1975 році по проекту інституту «Харківдіпроводгосп».
- Призначення — зрошення, риборозведення, рекреація.
- Вид регулювання — сезонне.

## Основні параметри водосховища
- нормальний підпірний рівень — 119,5 м;
- форсований підпірний рівень — 121,0 м;
- рівень мертвого об'єму — 115,0 м;
- повний об'єм — 1,78 млн м³;
- корисний об'єм — 1,678 млн м³;
- площа дзеркала — 51,5 га;
- довжина — 2,3 км;
- середня ширина — 0,224 км;
- максимальні ширина — 0,35 км;
- середня глибина — 4,0 м;
- максимальна глибина — 8,5 м.

## Основні гідрологічні характеристики
- Площа водозбірного басейну — 35,8 км².
- Річний об'єм стоку 50 % забезпеченості — 1,80 млн м³.
- Паводковий стік 50 % забезпеченості — 1,59 млн м³.
- Максимальні витрати води 1 % забезпеченості — 31,5 м³/с.

## Склад гідротехнічних споруд
- Глуха земляна гребля довжиною — 406 м, висотою — 9,5 м, шириною — 10 м. Закладення верхового укосу — 1:8, низового укосу — 1:2,5.
- Шахтний водоскид із монолітного залізобетону висотою — 7,5 м, розмірами 3,5×3,5 м.
- Водоскидний тунель довжиною — 34,5 м, розмірами 2,0×2,2 м.
- Донний водоспуск із двох сталевих труб діаметром 400 мм, обладнаних засувками. Розрахункова витрата — 0,2 м³/с.

## Використання водосховища
Водосховище було побудовано для зрошення в радгоспі «Жовтневий» Чугуївського району.
На даний час водосховище використовується для риборозведення.